# Raglius alboacuminatus

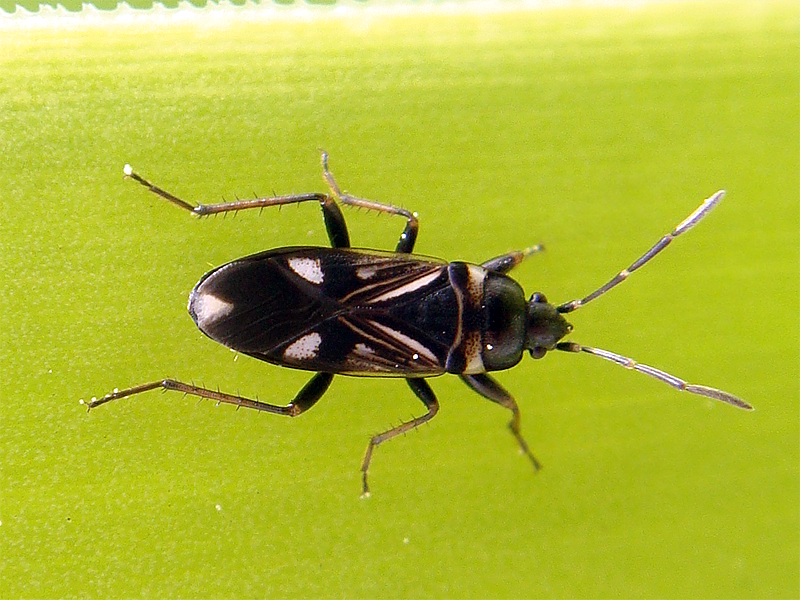
Dunklere Form

Raglius alboacuminatus ist eine Wanze aus der Familie der Rhyparochromidae.

## Merkmale
Die Wanzen werden 5,4 bis 6,3 Millimeter lang. Sie haben eine auffällige rotbraune und weiße Musterung auf den Hemielytren und dem hinteren Drittel des Pronotums. Auf dem Cuneus der Hemielytren befindet sich ein großer weißer Fleck. Es treten sowohl Individuen mit verkürzten (brachypteren), als auch voll entwickelten (makropteren) Flügeln auf.

## Verbreitung und Lebensraum
Die Art ist von Nordafrika über Europa, mit Ausnahme des Nordens sowie östlich bis in den Westen Sibiriens und über Kleinasien in die Kaspische Region verbreitet. Sie wurde durch den Menschen auch in Nordamerika eingeschleppt. In Deutschland ist sie weit verbreitet, fehlt aber fast überall im Nordwesten. Im Süden ist sie nicht selten und kann stellenweise häufig sein. In Österreich ist sie auch weit verbreitet und nicht selten. In den Alpen findet man sie aber nur in den Tälern. In Großbritannien ist sie selten und vor allem im Süden, insbesondere im Südosten verbreitet. Besiedelt werden verschiedene warme und trockene, mäßig feuchte Lebensräume, bevorzugt mit kalkigen Böden und mit Bewuchs von Laub- und Nadelgehölzen, wie etwa Waldränder, Lichtungen, Heckensäume, verbuschte Magerrasen oder Brachen.

## Lebensweise
Die Tiere leben häufig unter Lippenblütlern (Lamiaceae), wie etwa Schwarznesseln (Ballota), Andorn (Marrubium) und Ziesten (Stachys), sie sind aber offenbar nicht an bestimmte Nahrungspflanzen gebunden. Sowohl die Nymphen, als auch die Imagines halten sich fast ausschließlich auf dem Boden auf und klettern selten auf die Pflanzen, um an den reifenden Samen zu saugen. Die Imagines überwintern unter loser Rinde oder Totholz. Häufig sammeln sich die Tiere dazu zu großen Aggregationen zusammen. Diese findet man allerdings auch im Sommer, gemeinsam mit den Nymphen. Sie sind während der Überwinterung nicht ganz inaktiv und können bei höheren Temperaturen auch im Jänner und Februar aktiv sein. Die Paarung findet vor allem im Mai statt. Die Weibchen legen ihre Eier einzeln in die Bodenstreu. Die Nymphen kann man vor allem im Juni und Juli beobachten, die adulten Tiere der neuen Generation ab Juli. Im Süden Deutschlands kann in günstigen Jahren auch eine zweite Generation auftreten mit adulten Tieren ab September.

## Belege